# Convenio sobre la abolición del trabajo forzoso
El Convenio sobre la abolición del trabajo forzoso, cuyo título completo es Convenio relativo a la abolición del trabajo forzoso, es uno de los ocho convenios fundamentales de la Organización Internacional del Trabajo (OIT). El Convenio anula ciertas formas de trabajo forzoso que aún eran permitidos por el Convenio sobre el trabajo forzoso de 1930, incluyendo el trabajo forzoso como castigo por huelgas o por tener ciertos puntos de vista políticos. Así, el Convenio n.º 105 declara:

Todo Miembro de la Organización Internacional del Trabajo que ratifique el presente Convenio se obliga a suprimir y a no hacer uso de ninguna forma de trabajo forzoso u obligatorio:

   (a) como medio de coerción o de educación políticas o como castigo por tener o expresar determinadas opiniones políticas o por manifestar oposición ideológica al orden político, social o económico establecido;

    (b) como método de movilización y utilización de la mano de obra con fines de fomento económico;

    (c) como medida de disciplina en el trabajo;

    (d) como castigo por haber participado en huelgas;

    (e) como medida de discriminación racial, social, nacional o religiosa.
Convenio n.º 105, artículo 1

## Ratificación
Hasta 2016, el Convenio n.º 105 ha sido ratificado por 175 de los 187 Estados miembros de la OIT. Los miembros de la OIT que no ratificaron el convenio son:
- Birmania
- Brunéi
- China
- Corea del Sur
- Islas Marshall
- Japón
- Laos
- Palaos
- Timor Oriental
- Tonga
- Tuvalu
- Vietnam

Dos países que ratificaron el convenio, Malasia y Singapur, lo han denunciado posteriormente. Los Estados miembros de las Naciones Unidas que no son miembros de la OIT son Andorra, Bhután, Liechtenstein, Micronesia, Monaco, Nauru y Corea del Norte; estos Estados no califican para ratificar el Convenio a menos que se unen primero a la OIT.